# Heroes Are Hard to Find
Albums de Fleetwood Mac
Mystery to Me
(1973) Fleetwood Mac
(1975)
Heroes Are Hard to Find est le neuvième album studio du groupe rock britannique Fleetwood Mac, sorti en 1974. C'est le dernier album avec Bob Welch, car le disque suivant marquera l'arrivée du duo Lindsey Buckingham et Stevie Nicks dans le groupe. 

## Titres

### Face 1
1. Heroes Are Hard to Find (Christine McVie) – 3:35
2. Coming Home (Bob Welch) – 3:52
3. Angel (Welch) – 3:55
4. Bermuda Triangle (Welch) – 4:08
5. Come a Little Bit Closer (C. McVie) – 4:45

### Face 2
1. She's Changing Me (Welch) – 2:58
2. Bad Loser (C. McVie) – 3:25
3. Silver Heels (Welch) – 3:25
4. Prove Your Love (C. McVie) – 3:57
5. Born Enchanter (Welch) – 2:54
6. Safe Harbour (Welch) – 2:32

## Musiciens

### Fleetwood Mac
- Bob Welch : guitare, vibraphone, chant
- Christine McVie : claviers, ARP String Ensemble, chant
- John McVie : basse
- Mick Fleetwood : batterie, percussions

### Musicien supplémentaire
- - Sneaky Pete Kleinow : guitare pedal steel sur Come a Little Bit Closer